# СКТ-2
СКТ-2 (также СКТ-2,1) — советский двухрядный самоходный томатоуборочный комбайн. Может убирать томаты с сортировкой и без сортировки плодов.
В СССР разрабатывался прицепной томатоуборочный комбайн КТ-5, но работы над ним были прекращены после рекомендации начать выпуск самоходного СКТ-2. Наиболее трудоёмкие в изготовлении узлы комбайна (в том числе мосты, двигатель, вариатор, площадка водителя, гидро- и электрооборудование) унифицированы с соответствующими узлами зерноуборочного комбайна СК-5 «Нива».

## Процесс работы
СКТ-2 срезает кусты томатов с двух рядов и подаёт их в устройство для механического отделения плодов от кустов. Затем на переборочном столе рабочие могут вручную убрать из общей массы неспелые или гнилые плоды, мусор, комья земли.
В зависимости от технологии уборки можно либо не сортировать плоды, либо удалять все нестандартные плоды и комки земли, либо сортировать с выбором бурых, розовых и молочных плодов и сбором их в бункер. В первом случае обычно ставят двух или трёх рабочих для удаления крупных комков почвы: они выбирают из потока комки и бросают их в щель между рамой сортировального стола и щитком, если в ворохе нет комков, то рабочих к сортировальному столу не ставят и систему для сбора зеленых плодов можно снять. Во втором и третьим случаях оптимальное количество рабочих за сортировальным столом — 10-12.
В случае, когда собираемая масса на самом комбайне не сортируется, для сортировки используется сортировальный пункт СПТ-15. Его производительность при 70 % красных плодов в ворохе на мелкоплодных сортах составляет 11 т/ч, на крупноплодных — 13 т/ч. Размеры пункта — 13,8 X 12 X 2,8 м. Пункт обслуживают один механик, до 23 рабочих-сортировщиков и два вспомогательных рабочих. Масса пункта — 6400 кг, расод воды — 15—20 м³/ч, потребляемая мощность — 9,9 кВт.

## Регулировка
Для установки необходимой величины заглубления подрезающих дисков в землю комбайн устанавливают на ровной местности и производят регулировку натяжения цепи транспортёра подборщика (находящегося в транспортном положении) посредством перемещения подвижной рамки с помощью регулировочных тяг. Затем опорные колеса подрезающей группы гидроцилиндрами опускают в самое нижнее положение, опускают подборщик и, поднимая опорные колёса, опускают диски до соприкосновения их кромки с поверхностью. Потом регулировочными винтами устанавливают минимальный угол наклона дисков (15—16°), а регулировочными тягами максимально приближают нижнюю часть транспортёра подборщика к дискам (резиновые планки транспортёра должны почти соприкасаться с дисками. После этого зазор между резиновыми планками транспортера и поверхностью площадки должен быть равен высоте точки встречи двух дисков (не менее 4 см).
Количество захваченной земли зависит также от заглубления ножа, которое регулируется с места комбайнера с помощью опорных колес жатвенной части.
Вся захваченная земля должна просыпаться через щель между транспоптёром подборщика и промежуточным транспортёром. Для этого щель должна быть больше комков почвы, захваченных дисками вместе с растениями, то есть не менее 5 см. Для уменьшения динамического воздействия транспортёров на растение, проходящее над щелью, она должна быть минимальна. Комбайн сначала проверяют без дополнительной регулировки, обращая внимание на полноту выделения почвы, и в зависимости от наличия почвы в ворохе плодов уменьшают или увеличивают щель.

## Технические характеристики
- Ширина захвата — 1,4—1,6 м
- производительность — 4—5 т/ч (иначе 0,135 га/ч)
- Максимальное кол-во рабочих-сортировщиков — 20
- Размеры в рабочем положении — 11540 х 7270 х 4200 мм
- Масса — 8200 кг